# Spuriopimpinella brachycarpa
Spuriopimpinella brachycarpa, conosciuta anche come chamnamul (참나물) in coreano, è una pianta appartenente alla famiglia Apiaceae. È una pianta profumata con foglie ovali e seghettate, che produce fiori bianchi tra giugno e agosto e foglioline commestibili.

## Usi
Come molte altre specie appartenenti alla famiglia delle Apiaceae, il chamnamul ha foglie aromatiche ed è utilizzato come erba aromatica culinaria.

Nella cucina coreana, le foglie lisce e gli steli croccanti delle giovani piante di chamnamul vengono serviti freschi o come namul primaverile (piatto di verdure condite con erbe aromatiche). Nella Corea del Nord, il chamnamul-kimchi è un piatto popolare, ed era noto come uno dei preferiti di Kim Il Sung. In Corea del Sud, il chamnamul è uno degli ingredienti che compaiono frequentemente nelle ricette occidentali in stile coreano, come la pasta al chamnamul o il pesto al chamnamul.

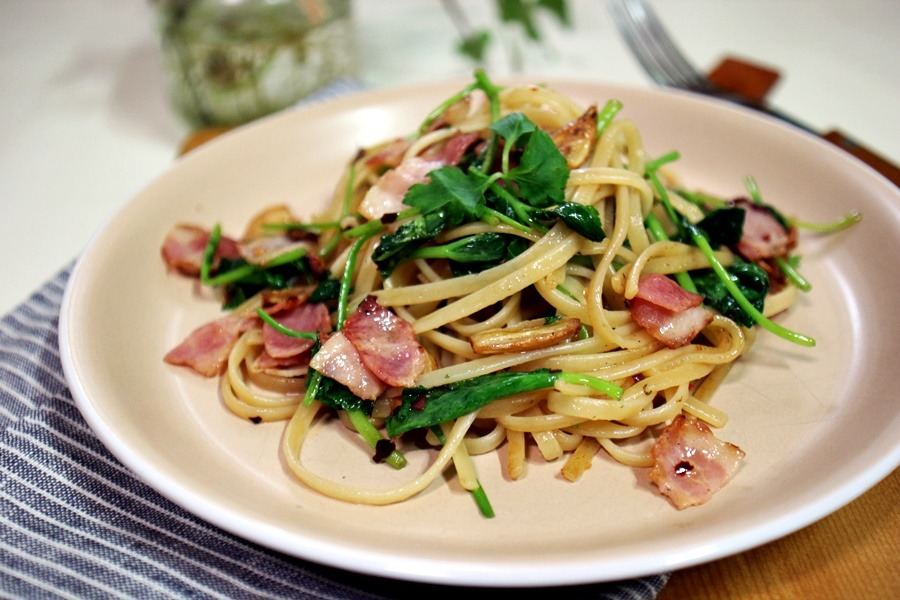
Pasta al chamnamul
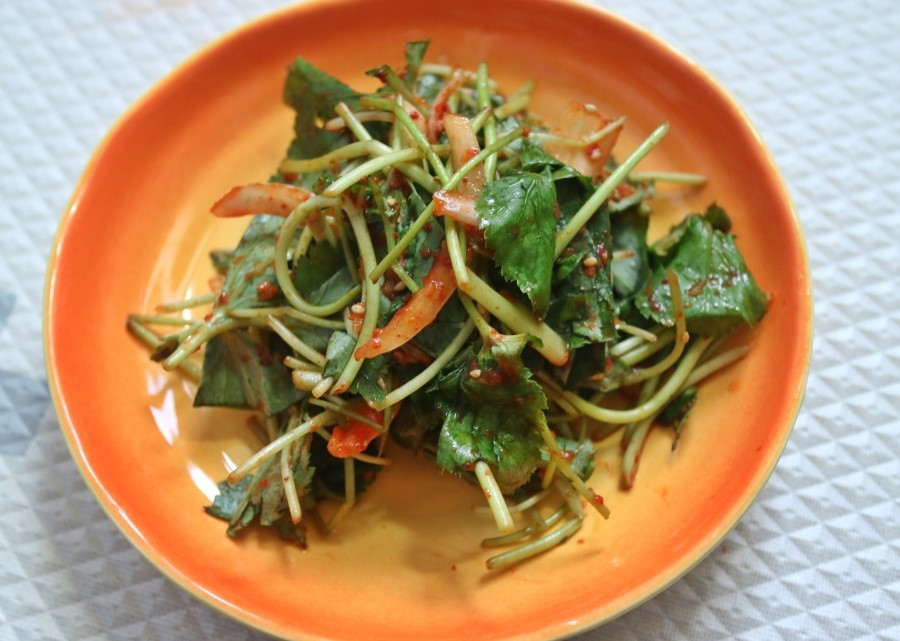
Chamnamul-muchim fatto con chamnamul fresco
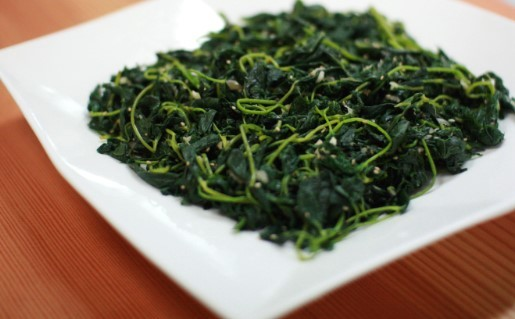
Chamnamul-muchim fatto con chamnamul sbollentato
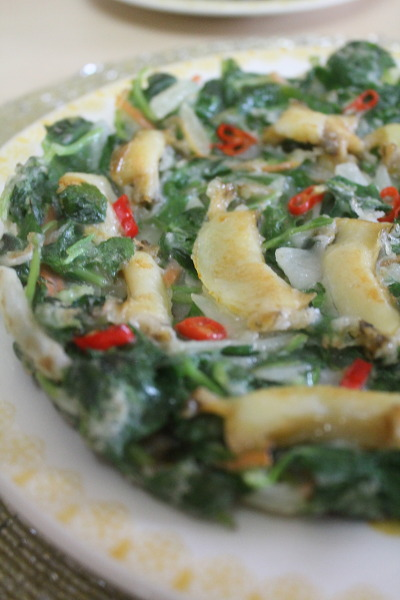
Buchimgae (pancake) con chamnamul e abaloni